# Барашівська територіальна громада
Барашівська сільська територіальна громада — територіальна громада в Україні, у Звягельському районі Житомирської області. Адміністративний центр — село Бараші.

## Загальна інформація
Площа території — 498,4 км², кількість населення — 6 884 особи, з них: міське населення — 1 107 осіб, сільське — 5 777 осіб (2020).
Станом на 2018 рік, площа території громади становила 329,02 км², кількість населення — 4 410 осіб.

## Населені пункти
До складу громади входять смт Яблунець та 35 сіл: Антонівка, Бараші, Бастова Рудня, Березівка, Бобрицька Болярка, Бобриця, Будо-Бобриця, Верби, Вікторівка, Ганнопіль, Гута-Бобрицька, Гута-Зеленицька, Дуга, Євгенівка, Єлизаветпіль, Зелениця, Зорянка, Йосипівка, Кам'янка, Киселівка, Киянка, Крем'янка, Майдан, Михайлівка, Неділище, Новоолександрівка, Новосілка, Ольхівка, Рясне, Синявка, Сімаківка, Сорочень, Усолуси, Хотиж та Шевченкове.

## Історія
Громада утворена 28 липня 2016 року шляхом об'єднання Барашівської, Березівської, Бобрицької, Будо-Бобрицької, Ганнопільської, Киянської, Неділищенської та Усолусівської сільських рад Ємільчинського району Житомирської області.
Відповідно до розпорядження Кабінету Міністрів України № 711-р від 12 червня 2020 року «Про визначення адміністративних центрів та затвердження територій територіальних громад Житомирської області», до складу громади були включені території та населені пункти Яблунецької селищної ради та Зеленицької, Рясненської і Сімаківської сільських рад Ємільчинського району.
Відповідно до постанови Верховної Ради України від 17 липня 2020 року, громада увійшла до складу новоствореного Новоград-Волинського (згодом — Звягельський) району Житомирської області.